# مأمون (شخصية كرتونية)
مأمون، اللاعب الصغير بالعمر الكبير بالفعل، متألق لعب أول ما لعب في خط وسط فريق الحرية، ثم انتقل مع بسام ورعد إلى فريق الفرح في منحة دراسية لهم. استطاع أن يقود الفرح في بعض المباريات في غياب بسام، وهناك في فريق الفرح زاد تألقه وإبداعه حتى أنه سُمي بالذراع الأيمن لبسام.
في السلسلة الثالثة، يحترف مأمون في الوطن العربي (اليابان) ويلعب مع المنتخب الوطني.
في الأنمي المدبلج للعربية، تم اعتماد اسم (إحسان) في الجزء الأول، و (مأمون) في الثاني والثالث والرابع و (رباح) والخامس أيضا.